# 大柘烈士纪念亭
大柘烈士纪念亭，位于中国广东省梅州市平远县大柘镇平城中路，为平远县的一个县级文物保护单位，类型为近现代重要史迹及代表性建筑，公布时间为2003年5月。
大柘烈士纪念亭的历史年代为现代。